# Alphonse Bayot
Alphonse Bayot (* 25. September 1876 in Chapelle-lez-Herlaimont; † 8. Juli 1937 in Löwen) war ein belgischer Romanist.

## Leben und Werk
Alphonse Bayot studierte bei Georges Doutrepont und François Bethune in Löwen. Er promovierte 1904 über Le Roman de Gillion de Trazegnies (Löwen 1903) und ging zur Weiterbildung nach Bonn, Paris, Toulouse  und Florenz. Dann arbeitete er mehrere Jahre in der Handschriftenabteilung der Königlichen Bibliothek in Brüssel. 1907 wurde er in Löwen Chargé de cours, 1909 außerordentlicher, 1913 ordentlicher Professor. Daneben lehrte er in Antwerpen. Ab 1921 war er Mitglied der Académie royale de langue et de littérature françaises de Belgique und ab 1927 der  Commission royale de toponymie et de dialectologie. Zu seinen Schülern zählte Omer Jodogne. Bayot starb im Alter von 60 Jahren.

## Weitere Werke
- (Hrsg.) Gormond et Isembart, reproduction photocollographique du manuscrit unique, II. 181, de la Bibliothèque royale de Belgique avec une transcription littérale, Brüssel 1906
- La Légende de Troie à la Cour de Bourgogne. Etudes d'histoire littéraire et de bibliographie, Brügge 1908
- Les Manuscrits de provenance savoisienne à la Bibliothèque de Bourgogne, Chambéry 1909
- (Hrsg.) Gormont et Isembart. Fragment de chanson de geste du XIIe siècle, Paris 1914, 1921, 1931, 1969
- Martin le Franc [1410-1461], L'Estrif de fortune et de vertu. Etude du manuscrit 9510 de la Bibliothèque royale de Belgique, provenant de l'ancienne "librairie" des Croy de Chimay, Brüssel 1928
- (Hrsg.) Le Poème moral. Traité de vie chrétienne écrit dans la région wallonne vers l'an 1200, Brüssel 1929
- (Hrsg. mit Camille de Borman [1837-1922] und Édouard Poncelet [1865-1947]) Oeuvres de Jacques de Hemricourt. Tome troisième, Brüssel 1931
- (Hrsg. mit Pierre Groult) Bonino Mombrizio, La Légende de Sainte Catherine d'Alexandre. Poème italien du XVe siècle, Gembloux 1943